# 一石小百合
一石 小百合（いちいし さゆり、1964年1月1日 - ）は、日本の女性アニメーター、キャラクターデザイナー。オー・エル・エム所属。神奈川県出身。

## 来歴・人物
スタジオぎゃろっぷ（現・ぎゃろっぷ）、パステルを経て、湯山邦彦や松原徳弘らと共にオー・エル・エムの設立メンバーとして席を置く。1997年に放送開始した『ポケットモンスター』のアニメーションキャラクター（キャラクターデザイン）を担当し、代表作となった。以後、『ポケモン』シリーズをはじめ、多数のオー・エル・エム作品を支えるメインアニメーターとして活躍。
『ポケットモンスター ダイヤモンド&パール』以降は山田俊也に引き継いでレギュラーから外れるが、劇場版を含めた『ポケモン』シリーズは2021年現在も断続的に参加している。
また『アガサ・クリスティーの名探偵ポワロとマープル』においては、シリーズ全登場人物（約250人）を一人でデザインするという仕事を成し遂げている。

## 参加作品

### テレビアニメ
1989年
- らんま1/2（第1期）（原画）

1992年
- 姫ちゃんのリボン（ - 1993年、原画）

1993年
- 剣勇伝説YAIBA（ - 1994年、作画監督）

1995年
- 愛天使伝説ウェディングピーチ（ - 1996年、チーフ・アニメーター・作画監督）
- モジャ公（ - 1997年、作画監督）

1997年
- ポケットモンスター（ - 2002年、キャラクターデザイン・作画監督（第1話）・原画）

1999年
- To Heart（原画）

2000年
- ポケットモンスター ミュウツー! 我ハココニ在リ（キャラクターデザイン・総作画監督・作画監督）

2001年
- ポケットモンスタークリスタル ライコウ雷の伝説（キャラクターデザイン・総作画監督・原画・OPアニメーション）
- カスミン（ - 2003年、原画（第1・38・48話））
- フィギュア17 つばさ&ヒカル（原画）

2002年
- ポケットモンスター アドバンスジェネレーション（ - 2006年、キャラクターデザイン・原画（第48話））

2004年
- アガサ・クリスティーの名探偵ポワロとマープル（ - 2005年、キャラクターデザイン）

2005年
- 強殖装甲ガイバー（ - 2006年、原画・OP原画）
- ふしぎ星の☆ふたご姫（ - 2006年、原画）

2006年
- うたわれるもの（原画）
- RAY THE ANIMATION（原画）
- ポケットモンスター ダイヤモンド&パール（ - 2010年、デザイン原案・レイアウト）
- スーパーロボット大戦OG -ディバイン・ウォーズ-（第2期ED原画）
- Gift 〜ギフト〜 eternal rainbow（原画）

2007年
- デルトラクエスト（ - 2008年、作画監督・原画・第2期ED作画）
- さぁイコー! たまごっち（アニメーションキャラクターデザイン）

2009年
- イナズマイレブン（ - 2010年、原画（第46・67話））
- たまごっち!（ - 2012年、キャラクターデザイン・総作画監督補（第17・21話））

2010年
- ポケットモンスター ベストウイッシュ（ - 2012年、アニメポケモンデザイン）

2012年
- イナズマイレブンGO（ゲストキャラクターデザイン・OP原画・ED原画）
- イナズマイレブンGO クロノ・ストーン（ゲストキャラクターデザイン）
- ポケットモンスター ベストウイッシュ シーズン2・シーズン2 エピソードN・シーズン2 デコロラアドベンチャー（ - 2013年、アニメポケモンデザイン）
- たまごっち! ゆめキラドリーム（ - 2013年、キャラクターデザイン）

2013年
- イナズマイレブンGO ギャラクシー（ゲストキャラクターデザイン・原画（第35話））
- たまごっち! みらくるフレンズ（ - 2014年、キャラクターデザイン）
- ポケットモンスター THE ORIGIN（原画）
- ポケットモンスター XY（ - 2015年、アニメポケモンデザイン・原画（第20・60・69話）・第2原画（第34話）・作画監督補佐（第67話））

2014年
- GO-GO たまごっち!（ - 2015年、キャラクターデザイン）

2015年
- ピカイア!（作画監督（第1話）・原画（第1話））
- かみさまみならい ヒミツのここたま（ - 2018年、OP原画）
- ポケットモンスター XY&Z（ - 2016年、アニメポケモンデザイン・作画監督（第3話））

2016年
- ポケットモンスター サン&ムーン（ - 2019年、アニメポケモンデザイン・作画監督（第4話））

2017年
- スナックワールド（フェイシャルデザイン）

2019年
- ポケットモンスター（ - 2023年、アニメポケモンデザイン・作画監督（第1話））

2022年
- ぷにるんず（ - 2023年、キャラクターデザイン）
- ポケットモンスター 遥かなる青い空（キャラクターデザイン）

2023年
- ポケットモンスター（アニメポケモンデザイン）

2024年
- ぷにるんず ぷに2（キャラクターデザイン）

### 劇場アニメ
1990年
- ぽこぽんのゆかいな西遊記（原画）

1991年
- たあ坊の竜宮星大探険（原画）

1995年
- バッドばつ丸のオレのポチは世界一（作画監督）

1998年
- 劇場版ポケットモンスター ミュウツーの逆襲（キャラクターデザイン・総作画監督）

1999年
- 劇場版ポケットモンスター 幻のポケモン ルギア爆誕（キャラクターデザイン・総作画監督）

2000年
- 劇場版ポケットモンスター 結晶塔の帝王 ENTEI（キャラクターデザイン・作画監督）

2001年
- 劇場版ポケットモンスター セレビィ 時を超えた遭遇（キャラクターデザイン・作画監督）

2002年
- 劇場版ポケットモンスター 水の都の護神 ラティアスとラティオス（キャラクターデザイン）

2003年
- 劇場版ポケットモンスター アドバンスジェネレーション 七夜の願い星 ジラーチ（キャラクターデザイン・原画）

2004年
- 劇場版ポケットモンスター アドバンスジェネレーション 裂空の訪問者 デオキシス（キャラクターデザイン）
- 新暗行御史（レイアウト・原画）

2005年
- 劇場版ポケットモンスター アドバンスジェネレーション ミュウと波導の勇者 ルカリオ（キャラクターデザイン）

2006年
- 劇場版ポケットモンスター アドバンスジェネレーション ポケモンレンジャーと蒼海の王子 マナフィ（キャラクターデザイン）
- 劇場版 どうぶつの森（キャラクターデザイン・総作画監督）

2007年
- 劇場版ポケットモンスター ダイヤモンド&パール ディアルガVSパルキアVSダークライ（デザインワークス）
- えいがでとーじょー! たまごっち ドキドキ! うちゅーのまいごっち!?（キャラクターデザイン・総作画監督）

2008年
- 劇場版ポケットモンスター ダイヤモンド&パール ギラティナと氷空の花束 シェイミ（キャラクターデザイン・作画監督）
- 映画! たまごっち うちゅーいちハッピーな物語!?（キャラクターデザイン・総作画監督）

2009年
- 劇場版ポケットモンスター ダイヤモンド&パール アルセウス 超克の時空へ（キャラクターデザイン・作画監督）
- レイトン教授と永遠の歌姫（作画監督）

2010年
- 劇場版ポケットモンスター ダイヤモンド&パール 幻影の覇者 ゾロアーク（キャラクターデザイン・作画監督）
- 劇場版イナズマイレブン 最強軍団オーガ襲来（作画監督）

2011年
- 劇場版ポケットモンスター ベストウイッシュ ビクティニと黒き英雄 ゼクロム・白き英雄 レシラム（キャラクターデザイン・総作画監督）
- 劇場版イナズマイレブンGO 究極の絆 グリフォン（総作画監督）

2012年
- 劇場版ポケットモンスター ベストウイッシュ キュレムVS聖剣士 ケルディオ（キャラクターデザイン・作画監督・原画）
  - メロエッタのキラキラリサイタル（キャラクターデザイン・総作画監督・原画）

2013年
- 劇場版ポケットモンスター ベストウイッシュ 神速のゲノセクト ミュウツー覚醒（キャラクターデザイン・総作画監督・原画）
  - ピカチュウとイーブイ☆フレンズ（キャラクターデザイン・総作画監督）

2014年
- ポケモン・ザ・ムービーXY 破壊の繭とディアンシー（キャラクターデザイン・原画）
  - ピカチュウ、これなんのカギ?（キャラクターデザイン・総作画監督・原画）

2015年
- ポケモン・ザ・ムービーXY 光輪の超魔神 フーパ（キャラクターデザイン・原画）
  - ピカチュウとポケモンおんがくたい（キャラクターデザイン・総作画監督）

- 映画 妖怪ウォッチ エンマ大王と5つの物語だニャン!（原画）

2016年
- ポケモン・ザ・ムービーXY&Z ボルケニオンと機巧のマギアナ（キャラクターデザイン・作画監督・原画）

2017年
- 劇場版ポケットモンスター キミにきめた!（キャラクターデザイン・総作画監督）

2020年
- 劇場版ポケットモンスター ココ（ピカチュウ作画監督・原画・ED原画）

2024年
- 映画ドラえもん のび太の地球交響楽（原画）

### OVA
1991年
- IZUMO（作画監督）
- 人魚の森（キャラクターデザイン・作画監督）

1992年
- うしおととら（ - 1993年、原画（第6・9話））

1993年
- うしおととらCD（コミカル・デフォルメ）劇場（キャラクターデザイン・作画）

1995年
- 負けるな!魔剣道（キャラクターデザイン・作画監督）

1996年
- ウェディングピーチDX（ - 1997年、キャラクターデザイン）

### Webアニメ
2008年
- たまごっちオリジナルアニメ（キャラクターデザイン）

### ゲーム
2009年
- イナズマイレブン2 脅威の侵略者（アニメーション原画）

2013年
- 妖怪ウォッチ（アニメーションキャラクターデザイン）

### 小説
1997年
- ポケットモンスター The Animationシリーズ（挿絵イラスト、著：首藤剛志）
  - VOL.1 旅立ち
  - VOL.2 仲間

### その他
2000年
- マリノスケ （横浜F・マリノスのマスコットキャラクター）（キャラクターデザイン）